# The Hendrix Set
The Hendrix Set is live ep van Paul Rodgers (van onder andere Free en Bad Company). De ep is opgenomen op 4 juli 1993, in Bayfront Park, Miami (Florida).
De ep bevat 5 nummers van Jimi Hendrix die Rodgers gecoverd heeft tijdens zijn concert tour.

## Tracklist
1. Purple Haze - 2:50
2. Stone Free - 3:35
3. Little Wing - 2:24
4. Manic Depression - 3:30
5. Foxy Lady - 3:22

## Muzikanten
- Paul Rodgers - Zang
- Neal Schon - Gitaar
- Todd Jensen - Basgitaar
- Deen Castronovo - Drums